# Uwe Söhngen
Uwe Söhngen (* 16. September 1961 bei Wetzlar) ist ein deutscher Jurist. Er ist Richter am Bundessozialgericht.

## Leben und Wirken
Söhngen studierte nach Abitur und Zivildienst ab 1981 Rechtswissenschaften an der Universität Gießen. Dort legte er 1987 sein Erstes Juristisches Staatsexamen ab. Nach seinem Referendariat folgte 1990 das Zweite Staatsexamen in Wiesbaden. Im November 1990 trat er in den Justizdienst des Landes Nordrhein-Westfalen ein und wurde Richter am Sozialgericht Dortmund. Drei Jahre später wurde er zum Richter auf Lebenszeit ernannt. Von 1996 bis 2009 unterrichtete er zudem zusätzlich als Dozent für Verwaltungs- und Sozialrecht an der Fachhochschule Dortmund. 2003 wechselte er zunächst zur Erprobung an das Landessozialgericht Nordrhein-Westfalen, im September 2004 wurde er dort fest zum Richter am Landessozialgericht ernannt. Von 2007 bis 2011 war er zudem Mitglied, zuletzt stellvertretender Vorsitzender des Hauptrichterrates. Mit Wirkung zum 1. Februar 2014 wurde Söhngen zum Richter am Bundessozialgericht ernannt. Er wurde dem für die Grundsicherung für Arbeitsuchende zuständigen 4. Senat zugewiesen. Derzeit gehört er auch dem 11. Senat an.
Wissenschaftlich betätigte sich Söhngen unter anderem durch Beiträge und Kommentierungen auf dem Gebiet des Arbeitsförderungsrechts, dem Recht der Grundsicherung und dem Sozialhilferecht. Er ist verheiratet und Vater von vier Kindern.